# باب الضورين (حارة)

تعديل مصدري - تعديل

 باب الضورين هي إحدى حارات حي يريم بمدينة يريم أحد مدن محافظة إب، بلغ تعداد سكانها 1827 نسمة حسب تعداد اليمن لعام 2004.